# Seinabo Sey
Seinabo Sey és una cantant de pop soul sueca que treballa amb la discogràfica Universal Music. Establerta a Estocolm, es va donar a conèixer amb el seu single «Younger», sobretot després que el músic noruec Kygo remesclés la cançó i la difongués a Noruega i als Estats Units. Aquesta versió, coneguda com a «Younger (Kygo Remix)», va arribar al capdamunt de la llista VG-lista de Noruega (durant set setmanes consecutives) i de la llista Hot Dance Club Songs de Billboard. El maig de 2014, Seinabo Sey va publicar el seu segon single, «Hard Time».

## Discografia

### Singles
| Any        | Single                            | Posició | Posició | Posició                           | Àlbum |
| Any        | Single                            | SWE     | NOR     | US Billboard Hot Dance/ Club Play | Àlbum |
| ---------- | --------------------------------- | ------- | ------- | --------------------------------- | ----- |
| 2013/ 2014 | «Younger»/ «Younger (Kygo Remix)» | 19      | 1       | 1                                 | TBA   |
| 2014       | «Hard Time»                       | –       | –       | –                                 | TBA   |